# إليزابيث توماس
إليزابيث ماري توماس (بالإنجليزية: Elizabeth Thomas)‏(29 مارس 1907 - 28 نوفمبر 1986)، عالمة مصرّيات أمريكية. عملت في مقابر طيبة بالقرب من الأقصر، حيث سجلت ونشرت مخطط المقابر في وادي الملوك ووادي الملكات.